# Neopercusión
Neopercusión és un grup de percussió de Madrid creat el 1994. Es dediquen a la interpretació, a la pedagogia, a la investigació, a la divulgació de tot el que fa referència als instruments de percussió. Ha editat amb el seu segell Kusion Records sis CDs: Todas las caras de la percusión (1997), Música hispanoamericana para percusión (1998), URBETHNIC by Neopercusión (1998), Credo in Cage (2003), Juanjo Guillem-“Y todo esto me ha ocurrido por culpa de la música” (2007) i Juanjo Guillem-Deus ex maquina (2007). Ha publicat amb el segell LIM el seu darrer CD “PERCUSIÓN PLUS” amb música de Jesús Villa Rojo.
L'ensemble col·labora amb creadors de diferents arts escèniques, encarregant i estrenant obres de nova creació i conforma programes amb composicions de creadors internacionalment reconeguts com a Boulez, Ligeti, Berio, Carter, Cage, Aperghis, Stockhausen, Hosokawa, Xenakis, Manoury, Taira, Crumb, Denisov, Reich, Vivier, Ishii, Klatzow, Limberg, Huber, Spahlinger, Sciarrino, Ablinger, Donatoni, Takemitsu, Norgard, Tan Dun, Miyoshi, Macmillan, etc. amb peces de compositors espanyols de diferents estils i tendències com Torres, López López, Verdú, Sotelo, Urrutia, Humet, Bernal, Muñoz, Fernandez Vidal, Perez de Arevalo, Minguez, Minguillon, Navarro, Bisquert i amb obres de novedosos compositors de diferents nacionalitats com Wenjing, Aguirre, Housein, Filidei, Sturiale, Herman, Qin Wen, Noack.

## Membres
- Juanjo Guillem[6]
- Rafa Gálvez
- Iván Ferrer[7]